# Füsun Onur
Füsun Onur (née à Istanbul le 12 février 1938) est une artiste turque résidant à Istanbul. Elle utilise dans sa peinture et sa sculpture des matériaux du quotidien pour conduire une réflexion sur l'espace, le temps, le rythme et la forme.

## Enfance et formation
Onur est née le 12 février 1938 dans le quartier de Kuzguncuk, à Istanbul. Elle y fréquente le département de sculpture de l'Académie des Beaux-Arts (tr), où elle est l'élève d'Ali Hadi Bara (en). Récompensée par une bourse Fulbright, elle poursuit sa maîtrise en sculpture au département de sculpture du Maryland Institute College of Art (en) où elle obtient son diplôme en 1967,,.

## Œuvres
Les premières œuvres d'Onur prennent la forme de sculptures géométriques abstraites, mais elle utilise à partir de 1971 des objets trouvés et des matériaux légers, transparents ou réfléchissants pour créer des compositions rythmiques qui interrogent l'espace et le temps. Ayant vécu et travaillé dans la maison même où elle est née, sur le Bosphore, ses souvenirs d'enfance et ses objets (vêtements, jouets, meubles, photographies) ainsi que les objets trouvés collectés à proximité sont des matériaux qu'elle réorganise souvent dans ses œuvres,,.
À la suite d'une série d'expositions en plein air à Istanbul, comme celle des jardins du musée d'archéologie (1976 et 1977) et du Palais de Dolmabahçe (1977)[réf. nécessaire], son travail évolue vers la méthode in situ et prend la forme d'installations. Repoussant les frontières de la sculpture et de la peinture, des œuvres telles que Floral Counterpoint (1982) et Third Dimension in Painting (1982) créent des expériences spatiales immersives. Parallèlement, son intérêt pour le langage de la composition musicale prédomine à partir des œuvres Cadence (1995) et Prélude (2001), au sein de la galerie d'art Maçka d'Istanbul, et devient une caractéristique marquante de certaines de ses œuvres des années 2000, telle qu'Opus II - Fantaisie (2001, Musée d'Art contemporain de Baden-Baden).

## Expositions
Son travail est présenté dans des expositions individuelles et collectives à la galerie d'art Maçka (1987, 1991, 1995, 2000, 2012), au musée d'Art moderne d'Istanbul (2011), à la galerie Thyssen-Bornemisza Art Contemporary-Augarten de Vienne (2010), au musée Van Abbe d'Eindhoven (2005), au Centre d'art et de technologie des médias de Karlsruhe (2004), à la Galerie d'Art de Lund (2003) et au Musée d'Art contemporain de Baden-Baden (2001)[réf. nécessaire]. Elle participe à la documenta (13), à la Biennale d'Istanbul (2011, 1999, 1995, 1987), à la Biennale de Moscou (en) (2007) et à une exposition parallèle non officielle pour la 58e Biennale de Venise (2019)[source insuffisante].
En 2014, le musée Arter (en) d'Istanbul accueille sa première exposition complète, intitulée Through the Looking Glass,,. Organisée par Emre Baykal, le directeur des expositions d'Arter, elle réunit plus de quarante œuvres, allant de ses premiers dessins géométriques abstraits à des installations employant des objets quotidiens tels que des jouets, des textiles et des meubles.

## Écrits
Onur a souvent accompagné ses expositions de déclarations artistiques s'adressant directement au public plutôt que de s'appuyer sur les opinions des critiques. Dans une conférence d'artiste de 1987 à la Galerie d'Art Maçka, elle a déclaré : « L'œuvre prend fin avec l'explication de l'artiste ». Selon Beral Madra, cette déclaration a été faite dans l'intention d'inviter le spectateur à s'engager librement avec les œuvres pour arriver à ses propres interprétations et récits plutôt que de lui imposer un sens. L'artiste a également écrit des textes sur des expositions de la Galerie d'Art de Taksim. Dans son écrit sur une œuvre d'art de Cengiz Çekil, créée en 1976, Onur blâme la « manière irresponsable, paresseuse et arbitraire d'apprécier ou ne pas apprécier les œuvres » des critiques.

## Collections
Le travail d'Onur fait partie de collections publiques, parmi lesquelles celle de la Tate Modern de Londres, du MAK (Musée d'arts appliqués) de Vienne et du musée Van Abbe.
Dans une conversation avec le conservateur Özge Ersoy, le collectionneur Agah Uğur déclare que la création Musical Chair, produite en 1976, est l'œuvre essentielle de la collection d'Onur. Emblématique de la volonté de l'artiste de défier les matériaux de sculpture traditionnels des années 1970, l'œuvre se compose d'une boîte en bois surmontée d'une petite chaise rouge. D'après Uğur, l'histoire de l'exposition de l'œuvre est cruciale, étant donné qu'elle a été rejetée de l'Exposition d'art et de sculpture d'État turque en 1976, un tuteur du département de peinture de l'Académie la qualifiant de « jouet d'enfant ».
La sœur d'Onur, İlhan, joue un rôle majeur dans la préservation de ses œuvres : « Si Ilhan n'était pas impliquée, il n'y aurait même pas de photographies. Il n'y aurait rien. »